# Regio-Tour 2004
Il Regio-Tour 2004, ventesima edizione della corsa, si svolse dal 4 all'8 agosto 2004 su un percorso di 724 km ripartiti in 5 tappe, con partenza da Heitersheim e arrivo a Vogtsburg im Kaiserstuhl. Fu vinto dal kazako Aleksandr Vinokurov della T-Mobile davanti al tedesco Stephan Schreck e al kazako Andrej Kašečkin.

## Tappe
| Tappa  | Data     | Percorso                                | km    | Vincitore di tappa  | Leader cl. generale |
| ------ | -------- | --------------------------------------- | ----- | ------------------- | ------------------- |
| 1ª     | 4 agosto | Heitersheim > Wehr                      | 181,2 | Stephan Schreck     | Stephan Schreck     |
| 2ª     | 5 agosto | Müllheim > Müllheim (cron. individuale) | 19    | Aleksandr Vinokurov | Stephan Schreck     |
| 3ª     | 6 agosto | Neuenburg am Rhein > Guebwiller         | 178,9 | Aleksandr Vinokurov | Aleksandr Vinokurov |
| 4ª     | 7 agosto | Emmendingen > Lahr                      | 168,4 | Steven Caethoven    | Aleksandr Vinokurov |
| 5ª     | 8 agosto | Herbolzheim > Vogtsburg im Kaiserstuhl  | 177,1 | Nicolas Vogondy     | Aleksandr Vinokurov |
| Totale | Totale   | Totale                                  | 724   |                     |                     |

## Dettagli delle tappe

### 1ª tappa
- 4 agosto: Heitersheim > Wehr – 181,2 km

| Pos. | Corridore        | Squadra         | Tempo    |
| ---- | ---------------- | --------------- | -------- |
| 1    | Stephan Schreck  | T-Mobile        | 4h39'52" |
| 2    | Andrej Kašečkin  | Crédit Agricole | s.t.     |
| 3    | Philippe Gilbert | FDJ             | a 31"    |

| Pos. | Corridore        | Squadra         | Tempo    |
| ---- | ---------------- | --------------- | -------- |
| 1    | Stephan Schreck  | T-Mobile        | 4h39'42" |
| 2    | Andrej Kašečkin  | Crédit Agricole | a 4"     |
| 3    | Philippe Gilbert | FDJ             | a 32"    |

### 2ª tappa
- 5 agosto: Müllheim > Müllheim (cron. individuale) – 19 km

| Pos. | Corridore           | Squadra      | Tempo  |
| ---- | ------------------- | ------------ | ------ |
| 1    | Aleksandr Vinokurov | T-Mobile     | 25'16" |
| 2    | Markus Fothen       | Gerolsteiner | a 36"  |
| 3    | Stephan Schreck     | T-Mobile     | a 39"  |

| Pos. | Corridore           | Squadra         | Tempo    |
| ---- | ------------------- | --------------- | -------- |
| 1    | Stephan Schreck     | T-Mobile        | 5h05'36" |
| 2    | Aleksandr Vinokurov | T-Mobile        | a 2"     |
| 3    | Andrej Kašečkin     | Crédit Agricole | a 13"    |

### 3ª tappa
- 6 agosto: Neuenburg am Rhein > Guebwiller – 178,9 km

| Pos. | Corridore           | Squadra      | Tempo    |
| ---- | ------------------- | ------------ | -------- |
| 1    | Aleksandr Vinokurov | T-Mobile     | 4h00'26" |
| 2    | Sebastian Siedler   | Wiesenhof    | s.t.     |
| 3    | Olaf Pollack        | Gerolsteiner | s.t.     |

| Pos. | Corridore           | Squadra         | Tempo    |
| ---- | ------------------- | --------------- | -------- |
| 1    | Aleksandr Vinokurov | T-Mobile        | 9h05'54" |
| 2    | Stephan Schreck     | T-Mobile        | a 8"     |
| 3    | Andrej Kašečkin     | Crédit Agricole | a 21"    |

### 4ª tappa
- 7 agosto: Emmendingen > Lahr – 168,4 km

| Pos. | Corridore         | Squadra      | Tempo    |
| ---- | ----------------- | ------------ | -------- |
| 1    | Steven Caethoven  | Vlaanderen   | 3h50'46" |
| 2    | Sebastian Siedler | Wiesenhof    | s.t.     |
| 3    | Olaf Pollack      | Gerolsteiner | s.t.     |

| Pos. | Corridore           | Squadra         | Tempo     |
| ---- | ------------------- | --------------- | --------- |
| 1    | Aleksandr Vinokurov | T-Mobile        | 12h56'40" |
| 2    | Stephan Schreck     | T-Mobile        | a 8"      |
| 3    | Andrej Kašečkin     | Crédit Agricole | a 21"     |

### 5ª tappa
- 8 agosto: Herbolzheim > Vogtsburg im Kaiserstuhl – 177,1 km

| Pos. | Corridore       | Squadra         | Tempo    |
| ---- | --------------- | --------------- | -------- |
| 1    | Nicolas Vogondy | FDJ             | 4h26'19" |
| 2    | Stéphane Augé   | Crédit Agricole | s.t.     |
| 3    | Eddy Mazzoleni  | Saeco           | s.t.     |

| Pos. | Corridore           | Squadra         | Tempo     |
| ---- | ------------------- | --------------- | --------- |
| 1    | Aleksandr Vinokurov | T-Mobile        | 17h23'49" |
| 2    | Stephan Schreck     | T-Mobile        | a 8"      |
| 3    | Andrej Kašečkin     | Crédit Agricole | a 21"     |

## Classifiche finali

### Classifica generale
| Pos. | Corridore           | Squadra                 | Tempo     |
| ---- | ------------------- | ----------------------- | --------- |
| 1    | Aleksandr Vinokurov | T-Mobile                | 17h23'49" |
| 2    | Stephan Schreck     | T-Mobile                | a 8"      |
| 3    | Andrej Kašečkin     | Crédit Agricole         | a 21"     |
| 4    | Markus Fothen       | Gerolsteiner            | a 47"     |
| 5    | Cadel Evans         | T-Mobile                | a 57"     |
| 6    | Tomáš Konečný       | T-Mobile                | a 1'04"   |
| 7    | Paolo Savoldelli    | T-Mobile                | a 1'13"   |
| 8    | Yaroslav Popovych   | Landbouwkrediet-Colnago | a 1'28"   |
| 9    | Philippe Gilbert    | FDJ                     | a 1'32"   |
| 10   | Thomas Lövkvist     | FDJ                     | a 1'37"   |